# Thinouia myriantha
Thinouia myriantha är en kinesträdsväxtart som beskrevs av Triana & Planch.. Thinouia myriantha ingår i släktet Thinouia och familjen kinesträdsväxter. Inga underarter finns listade i Catalogue of Life.